# Josefina Cruz Villalón
Josefina Cruz Villalón (Huelva, 1949) es una política española, ex-Consejera de Obras Públicas y Transportes de la Junta de Andalucía. Es además Catedrática de Geografía Humana en la Universidad de Sevilla, en la que ha ejercido como profesora desde 1973.

## Biografía
Ocupó la dirección general de Ordenación del Territorio y Urbanismo entre 1995 y 2003. Fue en esta etapa cuando se fraguó la Ley de Ordenación Urbanística de Andalucía (2002).De ahí pasó a la secretaría general de Ordenación del Territorio y Urbanismo en la consejera de Obras Públicas y Transportes (2003-2004). En ese año y con la victoria socialista se hizo cargo de dirección general de Planificación en el Ministerio de Fomento (2004-2005) y posteriormente la secretaría general de Infraestructuras (2005-2008) de ese ministerio desde el cual elaboró el Plan Estratégico de Infraestructuras y Transporte (PEIT) 2005-2020. Entre 2008 y 2009 fue secretaria de Estado de Infraestructuras en el mismo ministerio.
Tras la salida de Rosa Aguilar para hacerse cargo del ministerio de Medio Ambiente y Medio Rural y Marino, pasa a ocupar la consejería de Obras Públicas y Transportes de la Junta de Andalucía.
Es autora de varias publicaciones científicas en el campo de la Geografía. 